# Stärkelandshöljen
Stärkelandshöljen är en sjö i Tanums kommun i Bohuslän och ingår i Enningdalsälvens huvudavrinningsområde. Sjön har en area på 0,0891 kvadratkilometer och ligger 127,3 meter över havet. Sjön avvattnas av vattendraget Enningdalsälven (Nordaneälven).

## Delavrinningsområde
Stärkelandshöljen ingår i det delavrinningsområde (652484-126001) som SMHI kallar för Inloppet i Busjön. Medelhöjden är 148 meter över havet och ytan är 5,87 kvadratkilometer. Räknas de 17 avrinningsområdena uppströms in blir den ackumulerade arean 235,32 kvadratkilometer. Avrinningsområdets utflöde Enningdalsälven (Nordaneälven) mynnar i havet. Avrinningsområdet består mestadels av skog (90 %). Avrinningsområdet har 0,09 kvadratkilometer vattenytor vilket ger det en sjöprocent på 1,5 %.